# Giuseppe Antonio Zacchia Rondinini
Pour les articles homonymes, voir Zacchia.
Giuseppe Antonio Zacchia Rondinini  (né le 22 février 1787 à Vezzano Ligure, et mort le 26 novembre 1845 à Rome) est un cardinal italien du XIXe siècle. Il est de la famille des cardinaux Paolo Emilio Zacchia (1599), Laudivio Zaccia (1626) et Paolo Emilio Rondinini (1643).

## Biographie
Giuseppe Antonio Zacchia Rondinini exerce diverses fonctions au sein de la curie romaine, notamment comme directeur-général de la police. Le pape Grégoire XVI le crée cardinal in pectore lors du consistoire du 22 juillet 1844. Sa création est publiée le 21 avril 1845.

## Source
- http://webdept.fiu.edu/~mirandas/bios1844-ii